# Yacimiento arqueológico El Villar
El yacimiento arqueológico denominado El Villar, en el término municipal de Chirivel (Provincia de Almería, España), es dado a conocer en el siglo XVIII, identificándose con el asentamiento romano denominado Ad Morum, enclave recogido en el Itinerario de Antonino y ubicado al pie de la vía Augusta, en concreto en el tramo que comunicaría Cartago Nova con Castulo.
Se trata de una villa cuyo origen se remonta a finales del siglo I d. C., para tener su máximo esplendor en el siglo II y ser definitivamente abandonado a finales del siglo III o principios del IV.
Las estructuras documentadas en el yacimiento a raíz de la excavación de urgencia realizada han permitido documentar diversos espacios relacionados con la zona residencial y de almacenamiento. Especialmente interesantes son los pavimentos musivarios que han aparecido en los diversos sondeos, con decoración geométrica, pero los elementos muebles más destacados son dos piezas escultóricas de mármol blanco de una calidad excelente, un fragmento de una escultura, en concreto un pie, y la representación del dios Dionysos.
Dadas las características de este asentamiento que posee un gran potencial arqueológico e histórico, gracias a los relevantes materiales muebles y estructuras hallados, así como por la información que puede ofrecer para conocer la ocupación romana de la comarca de los Vélez, procede la declaración de este inmueble como Bien de Interés Cultural.

## Descripción
Los restos arqueológicos indican que este asentamiento, conocido ya desde el siglo XVIII, y tras la excavación de urgencia realizada en la década de los ochenta del siglo XX, se ajustaría a la tipología de villa romana.
Los estudios han permitido datar su origen en el siglo I d. C., con un máximo esplendor en el II y un posible abandono ya en el III o principios del IV, documentándose espacios destinados a zona residencial y otros cuya finalidad era el almacenamiento de productos diversos.
El sector central y norte del yacimiento se corresponde con el núcleo de habitaciones que se organizan a partir de una galería por la que se accede a las estancias principales. Esta zona cuenta con una serie de mosaicos. En concreto el ubicado en la galería alterna teselas negras, rojas y blancas, presentando una cenefa de triángulos y rectángulos, delimitados por una orla con roleo de volutas sencillas.
Otra de las estancias muestra un pavimento musivario, de menores dimensiones que el anterior, con una decoración de estrellas de ocho puntas y rombos entre los que se intercalan cuadrados y rectángulos, encontrándose rodeado exteriormente por una decoración vegetal lineal. Estos mosaicos se fechan en el siglo II d. C., momento de mayor apogeo de la villa, por sus características y por la construcción de un muro sobre la galería que modifica considerablemente este espacio. Por otro lado, la intervención arqueológica permitió documentar en el sector sur dos dependencias realizadas con muros bien aparejados, compactos. En una de las estancias apareció un silo excavado en el terreno y en la otra una estructura destinada a contener fuego. Mientras, el área oriental estaría ocupada por espacios de trabajo, con la presencia de vasijas cerámicas destinadas al almacenamiento, así como los restos de un horno.
El registro arqueológico ha permitido sacar a luz dos piezas de mármol, datadas en época altoimperial, que actualmente se encuentran en el Museo de Almería. La primera de ellas es el fragmento de una escultura, en concreto un pie de mármol blanco perteneciente a una figura masculina, y la mitad de la basa semicircular sobre la que apoyaba, con la huella del pie izquierdo impresa. La escultura es de factura muy cuidada y un buen acabado de las superficies, mientras que la basa, aparece simplemente cincelada, y en ella pueden observarse hendiduras de sujeción. Este elemento se encontró formando parte de un paramento y por lo tanto reutilizado.
En la intervención arqueológica desarrollada apareció un grupo escultórico de mármol blanco, enterrado intencionalmente, cuya figura principal representa al dios Dionysos, desnudo, de formas casi femeninas y rostro de rasgos delicados, con la cabeza suavemente girada hacia la derecha, el pelo rizado, tocado con diadema y los atributos báquicos (hojas de vid, hiedra y racimos de uva). Esta figura, carente de brazos, descansa sobre su pierna derecha apoyada en el tronco de un árbol; a su lado, un felino, posiblemente una pantera, con la pata izquierda alzada y la cabeza fracturada. En la basa puede apreciarse una huella cuadrangular, posible punto de apoyo de la vara del tirso, que sujetaría en su mano izquierda. En todo el conjunto se aprecia una cuidada ejecución, con el uso de distintas técnicas de talla. También presenta restos de pigmento rojizo en el tronco del árbol y en la pantera, vestigios de una posible decoración pintada.